# Jasper (Tennessee)
Jasper é uma cidade  localizada no estado norte-americano de Tennessee, no Condado de Marion.

## Demografia
Segundo o censo norte-americano de 2000, a sua população era de 3214 habitantes.
Em 2006, foi estimada uma população de 3101, um decréscimo de 113 (-3.5%).

## Geografia
De acordo com o United States Census Bureau tem uma área de
23,7 km², dos quais 23,4 km² cobertos por terra e 0,3 km² cobertos por água.

## Localidades na vizinhança
O diagrama seguinte representa as localidades num raio de 20 km ao redor de Jasper.